# Nationaldivision 1961/62
Die Nationaldivision 1961/62 war die 48. Spielzeit der höchsten luxemburgischen Fußballliga.
Union Luxemburg gewann den zweiten Meistertitel in der Vereinsgeschichte. Titelverteidiger Spora Luxemburg belegte den dritten Platz. Der Tabellenletzte stieg direkt ab, der Zehnte und Elfte spielten in einem Relegationsspiel den zweiten Absteiger aus.

## Abschlusstabelle
| Pl. | Verein                     | Sp. | S  | U | N  | Tore    | Diff. | Punkte |
| --- | -------------------------- | --- | -- | - | -- | ------- | ----- | ------ |
| 1.  | Union Luxemburg            | 22  | 18 | 3 | 1  | 048:190 | +29   | 39:50  |
| 2.  | Alliance Düdelingen (P, N) | 22  | 14 | 4 | 4  | 079:260 | +53   | 32:12  |
| 3.  | Spora Luxemburg (M)        | 22  | 10 | 4 | 8  | 054:360 | +18   | 24:20  |
| 4.  | The National Schifflingen  | 22  | 10 | 4 | 8  | 041:400 | +1    | 24:20  |
| 5.  | Jeunesse Esch              | 22  | 9  | 5 | 8  | 043:340 | +9    | 23:21  |
| 6.  | FC Aris Bonneweg           | 22  | 10 | 1 | 11 | 042:450 | −3    | 21:23  |
| 7.  | Stade Düdelingen           | 22  | 7  | 6 | 9  | 039:470 | −8    | 20:24  |
| 8.  | Red Boys Differdingen      | 22  | 7  | 6 | 9  | 031:410 | −10   | 20:24  |
| 9.  | US Düdelingen (N)          | 22  | 6  | 6 | 10 | 038:590 | −21   | 18:26  |
| 10. | CS Fola Esch               | 22  | 6  | 5 | 11 | 041:570 | −16   | 17:27  |
| 11. | CS Grevenmacher            | 22  | 7  | 3 | 12 | 029:440 | −15   | 17:27  |
| 12. | US Rumelange               | 22  | 3  | 3 | 16 | 018:550 | −37   | 09:35  |

| (M) | amtierender luxemburgischer Meister     |
| (P) | amtierender luxemburgischer Pokalsieger |
| (N) | Neuaufsteiger aus der Ehrenpromotion    |

### Kreuztabelle
| 1961/62                   | Union Luxemburg | Alliance Düdelingen | Spora Luxemburg | TNS | JEU | Aris Bonneweg | Stade Düdelingen | Red Boys Differdingen | US Düdelingen | Fola Esch | GRE | US Rümelingen |
| ------------------------- | --------------- | ------------------- | --------------- | --- | --- | ------------- | ---------------- | --------------------- | ------------- | --------- | --- | ------------- |
| Union Luxemburg           |                 | 0:2                 | 1:0             | 1:0 | 2:2 | 2:1           | 6:2              | 2:1                   | 3:1           | 2:1       | 5:1 | 3:0           |
| Alliance Düdelingen       | 1:1             |                     | 3:1             | 7:0 | 2:3 | 9:1           | 4:0              | 1:1                   | 11:1          | 8:3       | 1:1 | 6:1           |
| Spora Luxemburg           | 1:2             | 1:0                 |                 | 6:0 | 1:3 | 5:2           | 3:2              | 7:1                   | 1:1           | 4:2       | 2:3 | 4:1           |
| The National Schifflingen | 2:2             | 2:0                 | 2:1             |     | 2:0 | 4:0           | 0:0              | 1:0                   | 1:1           | 2:3       | 3:2 | 3:0           |
| Jeunesse Esch             | 0:1             | 0:3                 | 3:0             | 3:1 |     | 3:4           | 1:1              | 1:1                   | 2:3           | 2:2       | 1:2 | 2:1           |
| FC Aris Bonneweg          | 1:2             | 3:0                 | 1:4             | 4:1 | 1:3 |               | 2:0              | 3:0                   | 1:5           | 5:0       | 1:0 | 1:2           |
| Stade Düdelingen          | 0:3             | 1:4                 | 2:2             | 1:4 | 1:0 | 1:1           |                  | 2:6                   | 5:3           | 3:2       | 4:0 | 7:0           |
| Red Boys Differdingen     | 1:2             | 2:4                 | 2:2             | 0:0 | 3:2 | 0:5           | 1:3              |                       | 3:1           | 3:2       | 1:0 | 0:0           |
| US Düdelingen             | 1:3             | 1:3                 | 1:0             | 1:8 | 2:2 | 1:2           | 1:1              | 3:2                   |               | 2:3       | 0:5 | 1:0           |
| CS Fola Esch              | 1:3             | 2:7                 | 2:2             | 2:1 | 0:3 | 1:0           | 3:1              | 0:0                   | 2:2           |           | 6:0 | 1:2           |
| CS Grevenmacher           | 0:1             | 0:0                 | 1:3             | 4:1 | 1:3 | 1:0           | 1:1              | 0:2                   | 0:5           | 3:1       |     | 4:2           |
| US Rumelange              | 0:1             | 1:3                 | 1:4             | 2:3 | 0:4 | 0:2           | 0:1              | 0:1                   | 1:1           | 2:2       | 1:0 |               |

## Relegationsspiel
Der Zehnte und Elfte spielten den zweiten Absteiger aus.
| 10. Platz    | Gesamt | 11. Platz       | 1. Spiel  | 2. Spiel |
| ------------ | ------ | --------------- | --------- | -------- |
| CS Fola Esch | 6:4    | CS Grevenmacher | 2:2 n. V. | 4:2      |